# Kazakhstan aux Jeux olympiques d'hiver de 2022
Le Kazakhstan participe aux Jeux olympiques d'hiver de 2022 à Pékin en Chine. Il s'agit de sa 8e participation à des Jeux d'hiver.

## Athlètes engagés
| Sport               | Hommes | Femmes | Total |
| ------------------- | ------ | ------ | ----- |
| Biathlon            | 2      | 1      | 3     |
| Combiné nordique    | 1      | 0      | 1     |
| Patinage de vitesse | 3      | 2      | 5     |
| Saut à ski          | 2      | 0      | 2     |
| Short-track         | 3      | 2      | 5     |
| Ski acrobatique     | 3      | 6      | 9     |
| Ski alpin           | 1      | 1      | 2     |
| Ski de fond         | 2      | 5      | 7     |
| Total               | 17     | 17     | 34    |

## Résultats

### Biathlon
| Athlète           | Épreuve    | Temps         | Pénalité    | Rang |
| ----------------- | ---------- | ------------- | ----------- | ---- |
| Vladislav Kireyev | Individuel | 52 min 29 s 2 | 0 (0+0+0+0) | 25e  |
| Alexandr Mukhin   | Individuel | 55 min 0 s 4  | 4 (1+1+0+2) | 52e  |
| Vladislav Kireyev | Sprint     | 27 min 21 s 7 | 1 (1+0)     | 77e  |
| Alexandr Mukhin   | Sprint     | 26 min 37 s 2 | 1 (1+0)     | 49e  |
| Alexandr Mukhin   | Poursuite  | 47 min 45 s   | 8 (3+1+2+2) | 57e  |

| Athlète             | Épreuve    | Temps         | Pénalité    | Rang |
| ------------------- | ---------- | ------------- | ----------- | ---- |
| Galina Vishnevskaya | Individuel | 49 min 32 s 3 | 1 (0+1+0+0) | 44e  |
| Galina Vishnevskaya | Sprint     | 23 min 22 s 6 | 1 (1+0)     | 52e  |
| Galina Vishnevskaya | Poursuite  | 41 min 47 s 9 | 4 (1+0+0+3) | 52e  |

### Combiné nordique
| Athlète          | Épreuve          | Saut à ski | Saut à ski | Saut à ski | Ski de fond   | Ski de fond | Total         | Total |
| Athlète          | Épreuve          | Distance   | Points     | Rang       | Temps         | Rang        | Temps         | Rang  |
| ---------------- | ---------------- | ---------- | ---------- | ---------- | ------------- | ----------- | ------------- | ----- |
| Chingiz Rakparov | Tremplin normal, | 79,5 m     | 69,9       | 38e        | 27 min 51 s 1 | 41e         | 32 min 3 s 1  | 41e   |
| Chingiz Rakparov | Grand tremplin,  | 111,5 m    | 69,6       | 38e        | 30 min 7 s 5  | 46e         | 34 min 48 s 5 | 43e   |

### Patinage de vitesse
| Ivan Arzhanikov | 35 s 82 | 28e | -              | -   | -            | -   |
| Denis Kuzin     | -       | -   | 1 min 10 s 077 | 23e | -            | -   |
| Dmitriy Morozov | -       | -   | 1 min 9 s 61   | 17e | 1 min 47 s 1 | 18e |

| Yekaterina Aydova | 38 s 54 | 20e | 1 min 16 s 70 | 19e | 1 min 59 s 01 | 18e | -            | -   |
| Nadezhda Morozova | -       | -   | 1 min 15 s 69 | 11e | 1 min 56 s 85 | 14e | 4 min 4 s 97 | 13e |

| Athlète           | Épreuve | Demi-finale | Demi-finale   | Demi-finale | Finale  | Finale        | Finale |
| Athlète           | Épreuve | Points      | Temps         | Rang        | Points  | Temps         | Rang   |
| ----------------- | ------- | ----------- | ------------- | ----------- | ------- | ------------- | ------ |
| Dmitriy Morozov   | Hommes  | 2           | 8 min 8 s 73  | 10e         | Éliminé | Éliminé       | 19e    |
| Nadezhda Morozova | Femmes  | 3           | 8 min 42 s 23 | 8e          | 0       | 8 min 21 s 05 | 14e    |

### Patinage de vitesse sur piste courte (short-track)
| Athlète                                                 | Épreuve              | Série          | Série       | Quart de Finale | Quart de Finale | Demi-finale    | Demi-finale | Finale Finale B | Finale Finale B |
| Athlète                                                 | Épreuve              | Temps          | Rang        | Temps           | Rang            | Temps          | Rang        | Temps           | Rang            |
| ------------------------------------------------------- | -------------------- | -------------- | ----------- | --------------- | --------------- | -------------- | ----------- | --------------- | --------------- |
| Abzal Azhgaliyev                                        | 500 m hommes         | 40 s 870       | 1er         | 40 s 643        | 3e              | 40 s 462       | 2e          | 40 s 869        | 4e              |
| Adil Galiakhmetov                                       | 500 m hommes         | 40 s 722       | 2e          | 40 s 925        | 5e              | Éliminé        | Éliminé     | Éliminé         | 19e             |
| Denis Nikisha                                           | 500 m hommes         | 40 s 482       | 1er         | 40 s 355        | 1er             | 41 s 005       | 4e          | 41 s 329        | 8e              |
| Adil Galiakhmetov                                       | 1 000 m hommes       | 1 min 24 s 855 | 3e          | Éliminé         | Éliminé         | Éliminé        | Éliminé     | Éliminé         | 22e             |
| Adil Galiakhmetov                                       | 1 500 m hommes       | Non disputé    | Non disputé | 2 min 11 s 823  | 2e              | 2 min 18 s 291 | 4e Repêché  | 2 min 11 s 584  | 8e              |
| Denis Nikisha                                           | 1 500 m hommes       | Non disputé    | Non disputé | Pénalité        | Pénalité        | Éliminé        | Éliminé     | Éliminé         | Éliminé         |
| Olga Tikhonova                                          | 1 000 m femmes       | 1 min 56 s 438 | 3e          | Éliminée        | Éliminée        | Éliminée       | Éliminée    | Éliminée        | 24e             |
| Olga Tikhonova                                          | 1 500 m femmes       | Non disputé    | Non disputé | Pénalité        | Pénalité        | Éliminée       | Éliminée    | Éliminée        | Éliminée        |
| Abzal Azhgaliyev Yana Khan Denis Nikisha Olga Tikhonova | Relais mixte 2 000 m | Non disputé    | Non disputé | 2 min 43 s 004  | 3e              | 2 min 42 s 575 | 3e          | 2 min 44 s 148  | 5e              |

### Saut à ski
| Athlète          | Épreuve                   | Qualification | Qualification | Qualification | Finale   | Finale   | Finale   | Finale   | Finale  | Finale  | Finale  | Finale  |
| Athlète          | Épreuve                   | Qualification | Qualification | Qualification | 1er saut | 1er saut | 1er saut | 2e saut  | 2e saut | 2e saut | Total   | Total   |
| Athlète          | Épreuve                   | Distance      | Points        | Rang          | Distance | Points   | Rang     | Distance | Points  | Rang    | Points  | Rang    |
| ---------------- | ------------------------- | ------------- | ------------- | ------------- | -------- | -------- | -------- | -------- | ------- | ------- | ------- | ------- |
| Sergey Tkachenko | Hommes (tremplin normal), | 103,0 m       | 60,7          | 54e           | Éliminé  | Éliminé  | Éliminé  | Éliminé  | Éliminé | Éliminé | Éliminé | Éliminé |
| Danil Vassilyev  | Hommes (tremplin normal), | 98,5 m        | 69,4          | 51e           | Éliminé  | Éliminé  | Éliminé  | Éliminé  | Éliminé | Éliminé | Éliminé | Éliminé |
| Sergey Tkachenko | Hommes (grand tremplin),  | 68,0 m        | 43,1          | 50e           | 95,0 m   | 110,3    | 41e      | Éliminé  | Éliminé | Éliminé | Éliminé | Éliminé |
| Danil Vassilyev  | Hommes (grand tremplin),  | 70,5 m        | 46,2          | 49e           | 92,0 m   | 101,0    | 46e      | Éliminé  | Éliminé | Éliminé | Éliminé | Éliminé |

### Ski acrobatique
| Athlète             | Épreuve | Qualification | Qualification | Qualification | Qualification | Finale   | Finale   | Finale   | Finale   | Finale   | Finale   |
| Athlète             | Épreuve | Course 1      | Course 1      | Course 2      | Course 2      | Finale 1 | Finale 1 | Finale 2 | Finale 2 | Finale 3 | Finale 3 |
| Athlète             | Épreuve | Points        | Rang          | Points        | Rang          | Points   | Rang     | Points   | Rang     | Points   | Rang     |
| ------------------- | ------- | ------------- | ------------- | ------------- | ------------- | -------- | -------- | -------- | -------- | -------- | -------- |
| Pavel Kolmakov      | Hommes  | 74,09         | 17e           | 69,54         | 11e           | Éliminé  | Éliminé  | Éliminé  | Éliminé  | Éliminé  | 21e      |
| Dmitriy Reiherd     | Hommes  | 75,43         | 12e           | 74,90         | 7e            | 76,90    | 9e       | 76,77    | 8e       | Éliminé  | 8e       |
| Ayaulym Amrenova    | Femmes  | 66,82         | 16e           | 65,78         | 12e           | Éliminé  | Éliminé  | Éliminé  | Éliminé  | Éliminé  | 22e      |
| Yuliya Galysheva    | Femmes  | Forfait       | Forfait       | 69,21         | 9e            | 74,97    | 7e       | 49,74    | 11e      | Éliminé  | 11e      |
| Anastassiya Gorodko | Femmes  | Abandon       | Abandon       | 67,47         | 11e           | Éliminée | Éliminée | Éliminée | Éliminée | Éliminée | 21e      |
| Olessya Graur       | Femmes  | 57,18         | 23e           | 38,48         | 18e           | Éliminée | Éliminée | Éliminée | Éliminée | Éliminée | 28e      |

| Athlète                | Épreuve | Qualification | Qualification | Qualification | Qualification | Finale   | Finale   | Finale   | Finale |
| Athlète                | Épreuve | Saut 1        | Saut 1        | Saut 2        | Saut 2        | Saut 1   | Saut 1   | Saut 2   | Saut 2 |
| Athlète                | Épreuve | Points        | Rang          | Points        | Rang          | Points   | Rang     | Points   | Rang   |
| ---------------------- | ------- | ------------- | ------------- | ------------- | ------------- | -------- | -------- | -------- | ------ |
| Sherzod Khashyrbayev   | Hommes  | 109,74        | 15e           | 69,23         | 13e           | Éliminé  | Éliminé  | Éliminé  | 19e    |
| Zhanbota Aldabergenova | Femmes  | 80,56         | 12e           | 80,56         | 7e            | Éliminée | Éliminée | Éliminée | 13e    |
| Akmarzhan Kalmurzayeva | Femmes  | 70,86         | 19e           | 98,68         | 1re           | 71,23    | 11e      | Éliminée | 11e    |

| Athlètes                                                           | Saut 1  | Saut 1  | Saut 1  | Saut 2  | Saut 2  | Saut 2  |
| Athlètes                                                           | Points  | Total   | Rang    | Points  | Total   | Rang    |
| ------------------------------------------------------------------ | ------- | ------- | ------- | ------- | ------- | ------- |
| Sherzod Khashyrbayev Zhanbota Aldabergenova Akmarzhan Kalmurzayeva | Forfait | Forfait | Forfait | Forfait | Forfait | Forfait |

### Ski alpin
| Athlète              | Épreuve      | 1re manche   | 1re manche | 2e manche | 2e manche | Total        | Total    |
| Athlète              | Épreuve      | Temps        | Rang       | Temps     | Rang      | Temps        | Rang     |
| -------------------- | ------------ | ------------ | ---------- | --------- | --------- | ------------ | -------- |
| Zakhar Kuchin        | Slalom       | 1 min 3 s 68 | 43e        | 59 s 98   | 37e       | 2 min 2 s 66 | 36e      |
| Zakhar Kuchin        | Slalom géant | Abandon      | Abandon    | Éliminé   | Éliminé   | Éliminé      | Éliminé  |
| Alexandra Troitskaya | Slalom       | Abandon      | Abandon    | Éliminée  | Éliminée  | Éliminée     | Éliminée |

### Ski de fond
| Athlète           | Épreuve                   | Classique     | Classique   | Libre             | Libre             | Total             | Total |
| Athlète           | Épreuve                   | Temps         | Rang        | Temps             | Rang              | Temps             | Rang  |
| ----------------- | ------------------------- | ------------- | ----------- | ----------------- | ----------------- | ----------------- | ----- |
| Vitaliy Pukhkalo  | Skiathlon (15 km + 15 km) | 41 min 36 s 8 | 24e         | 41 min 32 s 1     | 39e               | 1 h 23 min 45 s 1 | 32e   |
| Yevgeniy Velichko | Skiathlon (15 km + 15 km) | 44 min 20 s 9 | 53e         | A concédé un tour | A concédé un tour | A concédé un tour | 57e   |
| Vitaliy Pukhkalo  | 15 km classique           | Non disputé   | Non disputé | Non disputé       | Non disputé       | 40 min 39 s 6     | 25e   |
| Yevgeniy Velichko | 15 km classique           | Non disputé   | Non disputé | Non disputé       | Non disputé       | 41 min 27 s 3     | 40e   |
| Yevgeniy Velichko | 50 km libre 30 km libre   | Non disputé   | Non disputé | Non disputé       | Non disputé       | 1 h 18 min 43 s 8 | 43e   |

| Athlète                                                              | Épreuve                     | Classique     | Classique   | Libre         | Libre       | Total             | Total |
| Athlète                                                              | Épreuve                     | Temps         | Rang        | Temps         | Rang        | Temps             | Rang  |
| -------------------------------------------------------------------- | --------------------------- | ------------- | ----------- | ------------- | ----------- | ----------------- | ----- |
| Kseniya Shalygina                                                    | Skiathlon (7,5 km + 7,5 km) | 25 min 25 s 9 | 44e         | 24 min 21 s 5 | 45e         | 50 min 37 s 7     | 48e   |
| Angelina Shuryga                                                     | Skiathlon (7,5 km + 7,5 km) | 26 min 5 s 6  | 50e         | 24 min 13 s 2 | 43e         | 50 min 55 s 3     | 49e   |
| Nadezhda Stepashkina                                                 | Skiathlon (7,5 km + 7,5 km) | 27 min 26 s 4 | 58e         | 25 min 20 s 1 | 58e         | 53 min 35 s 3     | 58e   |
| Valeriya Tyuleneva                                                   | Skiathlon (7,5 km + 7,5 km) | 26 min 7 s 8  | 51e         | 24 min 41 s 6 | 52e         | 51 min 30 s 8     | 51e   |
| Kseniya Shalygina                                                    | 10 km classique             | Non disputé   | Non disputé | Non disputé   | Non disputé | 32 min 9 s 9      | 53e   |
| Angelina Shuryga                                                     | 10 km classique             | Non disputé   | Non disputé | Non disputé   | Non disputé | 32 min 8 s 8      | 52e   |
| Nadezhda Stepashkina                                                 | 10 km classique             | Non disputé   | Non disputé | Non disputé   | Non disputé | 32 min 27 s 2     | 57e   |
| Valeriya Tyuleneva                                                   | 10 km classique             | Non disputé   | Non disputé | Non disputé   | Non disputé | 32 min 52 s 1     | 59e   |
| Irina Bykova                                                         | 30 km libre                 | Non disputé   | Non disputé | Non disputé   | Non disputé | 1 h 42 min 42 s   | 54e   |
| Angelina Shuryga                                                     | 30 km libre                 | Non disputé   | Non disputé | Non disputé   | Non disputé | 1 h 36 min 29 s 6 | 42e   |
| Nadezhda Stepashkina                                                 | 30 km libre                 | Non disputé   | Non disputé | Non disputé   | Non disputé | 1 h 39 min 38 s 8 | 49e   |
| Kseniya Shalygina Angelina Shuryga Nadezhda Stepashkina Irina Bykova | Relais 4 × 5 km             | Non disputé   | Non disputé | Non disputé   | Non disputé | 1 h 1 min 15 s 4  | 15e   |

| Athlète                                | Épreuve            | Qualification | Qualification | Quart de finale | Quart de finale | Demi-finale    | Demi-finale | Finale    | Finale   |
| Athlète                                | Épreuve            | Temps         | Rang          | Temps           | Rang            | Temps          | Rang        | Temps     | Rang     |
| -------------------------------------- | ------------------ | ------------- | ------------- | --------------- | --------------- | -------------- | ----------- | --------- | -------- |
| Vitaliy Pukhkalo                       | Individuel hommes  | 3 min 6 s 31  | 66e           | Éliminé         | Éliminé         | Éliminé        | Éliminé     | Éliminé   | Éliminé  |
| Yevgeniy Velichko                      | Individuel hommes  | 3 min 4 s 52  | 62e           | Éliminé         | Éliminé         | Éliminé        | Éliminé     | Éliminé   | Éliminé  |
| Irina Bykova                           | Individuel femmes  | 3 min 42 s 70 | 68e           | Éliminée        | Éliminée        | Éliminée       | Éliminée    | Éliminée  | Éliminée |
| Kseniya Shalygina                      | Individuel femmes  | 3 min 41 s 55 | 67e           | Éliminée        | Éliminée        | Éliminée       | Éliminée    | Éliminée  | Éliminée |
| Angelina Shuryga                       | Individuel femmes  | 3 min 35 s 93 | 60e           | Éliminée        | Éliminée        | Éliminée       | Éliminée    | Éliminée  | Éliminée |
| Nadezhda Stepashkina                   | Individuel femmes  | 3 min 32 s 56 | 51e           | Éliminée        | Éliminée        | Éliminée       | Éliminée    | Éliminée  | Éliminée |
| Kseniya Shalygina Nadezhda Stepashkina | Par équipes femmes | Non disputé   | Non disputé   | Non disputé     | Non disputé     | 24 min 57 s 59 | 10e         | Éliminées | 19e      |